# Hans-Rolf Peter
Hans-Rolf Peter (* 2. April 1926 in Neustadt an der Weinstraße; † 3. August 2020) war ein deutscher Maler.

## Leben
Hans-Rolf Peter besuchte die Meisterschule für Handwerker in Kaiserslautern und studierte nach Kriegsende an der Akademie für Bildende Künste in Karlsruhe. Ab 1948 arbeitete er als freischaffender Künstler. Von 1970 bis 1991 wirkte Peter als Kunsterzieher an einer Realschule in Haßloch.
Peter unternahm in vielen europäischen Ländern Studienreisen sowie nach Ägypten und Israel.
Sein Werk umfasst Landschaftsmalerei in Öl, Ansichten von Städten und Dörfern, Blumen, Porträts und auch Architektur. Ein Bild des Hambacher Schlosses befand sich in den 1970er Jahren im Besitz des Bundespräsidenten Gustav Heinemann.
Einem Brand im Jahr 1980 im Saalbau von Neustadt fielen 33 Ölgemälde des Künstlers zum Opfer.
Peter stellte in vielen Orten im In- und Ausland sowie jedes Jahr im Haus der Kunst in München aus.

## Mitgliedschaften
- Kunstverein Neustadt an der Weinstraße
- Arbeitsgemeinschaft Pfälzer Künstler
- Münchner Künstlergenossenschaft
- Weinbruderschaft der Pfalz
- Bundesverband Bildender Künstlerinnen und Künstler (BBK)[2]

## Würdigungen
- 1975 Ehrenplakette der Stadt Mâcon
- 1986 Ehrenmedaille der Künstlervereinigung Versailles
- 1987 Bundesverdienstkreuz
- 2002 Preis des Neustadter Stadtverbands für Kultur